# Música da Itália
A música italiana é uma expressão cultural que provém da Itália, com uma rica tradição que abrange desde a música clássica até os gêneros contemporâneos. Neste artigo, destacamos os artistas mais conhecidos fora do país, que conquistaram reconhecimento internacional e venderam dezenas de cópias de suas obras.

## Ritmos Tradicionais
A música da Itália é caracterizada por diversos ritmos tradicionais, incluindo a tarantela, e por obras-primas da ópera criadas por compositores renomados como Giuseppe Verdi, Giacomo Puccini, Gioacchino Rossini, Antonio Vivaldi, Domenico Scarlatti e Arcangelo Corelli.

## Tenores (Ópera)
A Itália é amplamente reconhecida por seus tenores excepcionais, incluindo Luciano Pavarotti, Andrea Bocelli e o grupo Il Volo, que representam a excelência da música operática italiana no cenário mundial.

## Pop Contemporâneo
A música pop italiana também se destaca no cenário internacional, com artistas como Laura Pausini, Tiziano Ferro, Eros Ramazzotti, Vasco Rossi, Lodovica Comello e Elisa Toffoli, sendo esses os artistas mais populares fora da Itália.

## Música Eletrônica
Na música eletrônica, a Itália é representada por DJs influentes como Gigi D'Agostino, Benny Benassi e o pioneiro Giorgio Moroder. Além disso, Automat é um álbum de música eletrônica instrumental dos músicos italianos Romano Musumarra e Claudio Gizzi, gravado entre novembro e dezembro de 1977 e lançado pela EMI da Itália e sob o selo Harvest Records.

## Rock
No gênero rock, a Itália conta com bandas que fizeram história, como Banco del Mutuo Soccorso, Premiata Forneria Marconi, Marlene Kuntz, Negramaro, Negrita, Subsonica, Lacuna Coil e Rhapsody of Fire, que têm sido importantes no desenvolvimento da cena musical italiana e internacional.

## Locais e Eventos Musicais
Para explorar mais sobre a música italiana, o "Cultura Italia" oferece um índice de recursos que inclui gravações históricas e informações sobre artistas e compositores italianos.
Além disso, a Itália possui diversos locais dedicados à música, como o Auditorium Parco della Musica em Roma, projetado por Renzo Piano, que hospeda eventos musicais e culturais. Em Pieve di Cento, na província de Bolonha, destaca-se a Casa della Musica, um centro dedicado à educação musical e à preservação da tradição de luteria da região.
O Museu Internacional e Biblioteca de Música em Bolonha, localizado no Palazzo Sanguinetti do século XVI, oferece uma coleção de instrumentos musicais antigos, retratos de personalidades musicais e manuscritos históricos. A Itália também é famosa por seus festivais musicais, como o Festival Verdi e o Festival Puccini, que celebram a ópera e atraem visitantes de todo o mundo.